# هارفي كاري
هارفي كاري (بالإنجليزية: Harvey Carey)‏ مواليد 18 مارس 1979 في سان فرانسيسكو، هو لاعب كرة سلة أمريكي. بدأ مسيرته الاحترافية في سنة 2003. يلعب مع تي إن تي كاتروبا في الرابطة الفلبينية لكرة السلة. يحمل الرقم 4.